# Brandbo
Brandbo är en tidigare småort i Fagersta kommun, belägen omkring 10 km sydost om Fagersta, strax norr om riksväg 66. Brandbo ligger på en halvö som skiljer sjöarna Stora och Lilla Aspen åt. 2015 hade metoden för att ta fram småortstatistik ändrats och Brandbo räknades inte längre som småort.
Ortnamnet är känt sedan 1399 då det skrevs (in) Brandabodhum. Förleden är troligen det fornsvenska mansnamnet Brande i genitivform.
I Brandbo finns ruinen av ett kapell som användes för gudstjänster innan Västanfors kyrka uppfördes år 1642. Området hörde då till Norbergs socken innan det 1661 utbröts och bildade Västanfors socken.